# アンドリュー・ディクソン・ホワイト

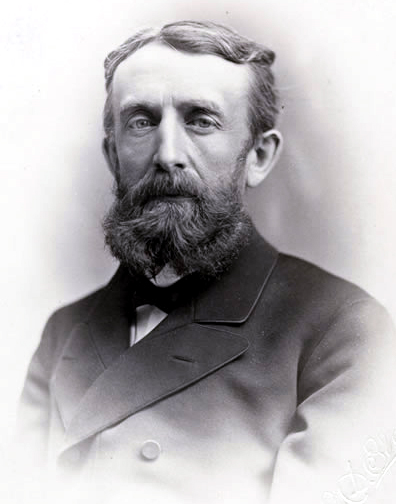
Andrew Dickson White (1885)

アンドリュー・ディクソン・ホワイト（Andrew Dickson White、1832年11月7日 - 1918年11月4日）はアメリカ合衆国の外交官、著述家、教育者である。

## 生涯
ニューヨーク州、ホーマーで生まれた。イェール大学を卒業した後、3年間ヨーロッパで学び、アメリカに戻り、ミシガン大学で歴史と英文学の教授となった。
1865年に電信事業における先駆者でありニューヨーク州上院議員であったエズラ・コーネルとともにコーネル大学を設立し、初代の学長となった。ホワイトの先見的な考えはコーネル大学を、農学と工学の分野を筆頭に一流の大学にした。14年間、コーネル大学で働いた後、外交官に任じられ、1879年から2年間駐独公使、1892年から、駐ロシア大使、1897年から再び駐独大使を務めた。
ロシア駐在時代にはレフ・トルストイと知り合い、トルストイからモルモン教についての質問を受けたことがきっかけとなって、アメリカに戻った後、宗教の研究をはじめ、コーネル大学に研究所を設置し、モルモン教の文献などの収集を行った。
著書に、2巻からなる『キリスト教国における科学と神学との戦いの歴史』（A History of the Warfare of Science with Theology in Christendom：1896年）がある。そのもとになった1876年の小著 "The warfare of science"が、1939年岩波新書から森島常雄の訳で『科学と宗教との闘争』のタイトルで出版された。

## 著書（一部）
- Outlines of a Course of Lectures on History (1861).
- Syllabus of Lectures on Modern History (1876).
- A History of the Warfare of Science with Theology in Christendom, 2 vols. (1896), online at Gutenberg text file.
- Seven Great Statesmen in the Warfare of Humanity with Unreason (1910).
- The Autobiography of Andrew Dickson White (1911), online at Autobiography of Andrew Dickson White: Vol. 1, Vol. 2
- Fiat Money Inflation in France (1912), e-text

## 参考資料
- Project Gutenberg e-texts of Andrew Dickson White's work:
  - Autobiography of Andrew Dickson White: Vol. 1, Vol. 2
- The Mythical Conflict between Science and Religion (addresses White's claims)
- The Myth of the Flat Earth

1. ↑  『科学と宗教との闘争』　ホワイト（著）、森島恒雄（訳）岩波新書